# Eutheria (geslacht)
Eutheria is een geslacht van kevers uit de familie bladkevers (Chrysomelidae).
De wetenschappelijke naam van het geslacht werd in 1909 gepubliceerd door Spaeth.

## Soorten
- Eutheria piperata (Burmeister, 1870)